# Termoskydd
Termoskydd är ett material som skyddar från värme och fukt. 
Termoskydd är en ny teknik som ursprungligen är utvecklad av NASA i samarbete med General Industries Corporation, Rohm & Haas och 3M. Det utvecklades för att skydda rymdfärjorna från värme och fukt då vanlig isolering tog för stor plats och var för tungt och ineffektivt. Termoskydd teknologi baseras på keramiska vakuumiserade kulor som reflekterar värmevågor och sprider värme. Det system som utvecklades av NASA skulle motstå temperaturskiftningar på mer än 2 000 grader Celsius. Teknologin tog över 7 år att utveckla med en total forskarinsats på över 200 manår. Efter Sovjetunionens kollaps 1991 släpptes den termokeramiska tekniken för civilt bruk. Därefter har den vidareutvecklats och försetts med egenskaper anpassade för bland annat fastigheter.
Termoskydd med dess egenskaper finns idag som färg och kan appliceras både utomhus och inomhus. Appliceringen gör att fastigheter får samma funktion som rymdfärjorna och reflekterar värme och står även bättre mot fukt. Detta kan innebära en energibesparing för fastigheterna.